# Любовь. Яд
«Любовь. Яд» — девятый студийный альбом и первый русскоязычный альбом украинской певицы Ирины Билык, выпущенный 7 июля 2004 года на лейблах Mamamusic и Астра Рекордс.

## Предыстория и запись
«Любовь. Яд» — первый русскоязычный альбом в карьере Билык, до этого она выпускала лишь украиноязычный материал. В 2002 году она вышла на польский музыкальный рынок с польскоязычным альбомом Biłyk, и даже была удостоена награды «Почесний Ях» в номинации «Открытие» на польском фестивале «Yach Film». Годом позже она выпустила альбом «Країна», который на данный момент является последним украиноязычным альбомом певицы.
В том же 2003 году исполнительница начала работу над первым русскоязычным альбомом. Билык в той или иной степени участвовала в создании почти каждой песни. Лично певицей были написаны песни «Снег», «Лучики», «Любовь — это…», «Ты — на север, я — на юг» и «Вверх по реке». Артур Железняк, Сергей Доценко, Виталий Куровский и Руслан Квинта также участвовали в написании музыки и текстов песен. Песня «Ты — на север, я — на юг», записанная дуэтом с Веркой Сердючкой, вышла годом ранее на альбоме «Чита Дрита» (2003).

## Релиз
«Любовь. Яд» был выпущен 7 июля 2004 года. Количество предзаказов превысило 53 000 экземпляров, а продажи за первые две недели превысили 100 000. Альбом смог получить платиновую сертификацию в Украине. Альбом также был выпущен в России. По словам Ирины Билык, когда продюсер Юрий Никитин ездил в Москву на переговоры с представителями крупнейшей российской радиостанции «Русское радио» (и холдинга «Русская Медиагруппа»), то ему заявили, что продвигать альбом в стране не будут «даже за деньги».

## Промоушн
До выхода альбома было выпущено несколько музыкальных клипов. В 2003 году Алан Бадоев срежиссировал видеоклип на песню «Снег». Александр и Игорь Стеколенко стали режиссёрами клипов на песни «Помнить» и «Любовь. Яд». Все три клипа появились в качестве бонуса на CD-релизе альбома.
В сентябре 2004 года вышел видеклип «Если ты хочешь», режиссёром которого вновь стал Алан Бадоев. В том же году вышла третья работа братьев Стеколенко для Билык — клип «О любви».
Впервые с 1995 года Билык не поехала во всеукраинский концертный тур в поддержку нового альбома.
Российский певец Филипп Киркоров перепел и популяризировал в России песню «Снег» в 2011 году. Она вошла в топ-40 российского радиочарта и получила «Золотой граммофон». Заветную статуэтку Киркоров подарил Ирине Билык. Примечательно, что клип на песню вновь снимал Алан Бадоев. Киркоров также исполнял эту песню в дуэте с Билык на различных телешоу. Впоследствии эту песню исполнял также Валерий Леонтьев.

## Награды и номинации
В 2012 году этот альбом был номинирован на украинскую музыкальную премию YUNA в категории «Лучший альбом», а песня «Снег» в категории «Лучшая песня». В 2020 году песня «Снег» была включена в список «20 знаковых песен за 20 лет» по версии YUNA.

## Список композиций
| №   | Название                   | Текст песни                 | Музыка                      | Длительность |
| --- | -------------------------- | --------------------------- | --------------------------- | ------------ |
| 1.  | «О любви»                  | Артур Железняк              | Артур Железняк              | 3:26         |
| 2.  | «Помнить»                  | Ирина Билык, Артур Железняк | Артур Железняк              | 3:44         |
| 3.  | «Не такая, как все»        | Артур Железняк              | Артур Железняк              | 3:36         |
| 4.  | «Шутка»                    | Ирина Билык                 | Сергей Доценко              | 3:13         |
| 5.  | «Снег»                     | Ирина Билык                 | Ирина Билык                 | 3:47         |
| 6.  | «Любовь. Яд»               | Виталий Куровский           | Руслан Квинта               | 3:47         |
| 7.  | «Если ты хочешь»           | Артур Железняк              | Артур Железняк              | 3:54         |
| 8.  | «Киев-Ленинград»           | Артур Железняк              | Артур Железняк              | 3:26         |
| 9.  | «Лучики»                   | Ирина Билык                 | Ирина Билык                 | 3:51         |
| 10. | «15 шагов»                 | Артур Железняк              | Артур Железняк              | 4:01         |
| 11. | «Любовь — это…»            | Ирина Билык                 | Ирина Билык, Сергей Доценко | 3:38         |
| 12. | «Ты — на север, я — на юг» | Ирина Билык                 | Ирина Билык                 | 3:12         |

| №                   | Название                    | Текст песни         | Музыка              | Длительность |
| ------------------- | --------------------------- | ------------------- | ------------------- | ------------ |
| 13.                 | «Вверх по реке» (Саундтрек) | Ирина Билык         | Ирина Билык         | 4:11         |
| Общая длительность: | Общая длительность:         | Общая длительность: | Общая длительность: | 47:46        |

| №                   | Название            | Режиссёр(ы)                  | Длительность |
| ------------------- | ------------------- | ---------------------------- | ------------ |
| 1.                  | «Любовь. Яд»        | Александр и Игорь Стеколенко | 3:44         |
| 2.                  | «Снег»              | Алан Бадоев                  | 4:19         |
| 3.                  | «Помнить»           | Александр и Игорь Стеколенко | 3:48         |
| Общая длительность: | Общая длительность: | Общая длительность:          | 11:51        |

## Участники записи

### Музыканты
- Ирина Билык — вокал (все треки), написание песен (2, 4, 5, 9, 11-13), продюсирование (все треки)
- Андрей Данилко — вокал (12)
- Артур Железняк — написание песен (1-3, 7, 8, 10)
- Сергей Доценко — написание песен (4, 11), бэк-вокал (2, 4, 7, 11), клавишные (4, 7, 11, 13), гитара (4, 7, 11, 13)
- Виталий Куровский — написание песен (6)
- Руслан Квинта — написание песен (6), клавишные (6)
- Юрий Никитин — продюсирование (все треки)
- Геннадий Крупник — бэк-вокал (12), клавишные (1, 3, 5, 12)
- Татьяна Луканова — бэк-вокал (4, 7-9, 11)
- Студенты Лицея № 195 — бэк-вокал
- Сергей Мищенко — клавишные (5)
- Геннадий Дьяковнов — клавишные (2, 8, 10), гитара (2, 8, 10)
- Егор Олесов — клавишные (9)
- Сергей Добровольский — гитара (1, 3, 11, 12)
- Олег Макаревич — гитара (6)
- Иван Лохманюк — басс-гитара (9)
- Олег Федосов — барабаны (9)
- Роман Солюк — труба (13)
- Дмитрий Глущенко — виолончель (5)
- Сергей Казанов — виолончель (13)
- Мария Капшученко — скрипка (9)
- Юлия Рабищук — скрипка (9)
- Семён Лебедев — альт (9)

### Технический персонал
- Геннадий Крупник — аранжировка (1, 3, 5, 12), программирование (1, 3, 5, 12)
- Руслан Квинта — аранжировка (6), программирование (6)
- Геннадий Дьяконов — аранжировка (2, 8, 10), программирование (2, 8, 10)
- Сергей Доценко — аранжировка (4, 7, 11, 13), программирование (4, 7, 11, 13)
- Егор Олесов — аранжировка (9), программирование (9)
- Сергей Добровольский — запись (1-8, 9-13), сведение (1-8, 9-13)
- Олег Степаненков — запись (6), сведение (6)
- Игорь Пригоровский — запись (9), сведение (9)

### Менеджмент
- Юрий Никитин / Nova Management — менеджмент
- Татьяна Крупник — проект-менеджмент

### Студии
- Mamamusic Studio (2003—2004, Киев, Украина) — запись (1-8, 9-13), сведение (1-8, 9-13), мастеринг (все треки)
- Radio Apelsin Studio (2004, Киев, Украина) — запись (6), сведение (6)
- Angel Studio (2004, Киев, Украина) — запись (9), сведение (9)

## Чарты
| Год  | Название         | Пиковая позиция |
| Год  | Название         | Украина         |
| ---- | ---------------- | --------------- |
| 2003 | «Снег»           | —               |
| 2003 | «Помнить»        | —               |
| 2004 | «Любовь. Яд»     | 4               |
| 2004 | «Если ты хочешь» | 24              |
| 2005 | «О любви»        | 11              |

## Сертификации и продажи
| Регион                                                       | Сертификация | Продажи  |
| ------------------------------------------------------------ | ------------ | -------- |
| Украина (IFPI)                                               | Платиновый   | 100 000* |
| * Данные о продажах приведены только на основе сертификации. |              |          |